# Октябрський (Мурашинський район)
Октя́брський (рос. Октябрьский) — селище у складі Мурашинського району Кіровської області, Росія. Входить до складу Мурашинського сільського поселення.
Населення становить 1565 осіб (2010, 1984 у 2002).

## Історія
1940 року селище отримало статус селища міського типу, але втратило його 2005 року.